# Erhard Engler
Erhard Engler (* 18. Juli 1938 in Groß Nebrau, Kreis Marienwerder; † 8. Oktober 2012 in Berlin) war ein deutscher Romanist, Lusitanist, Hispanist und Übersetzer.

## Leben und Werk
Erhard Engler studierte Lateinamerikanistik an der Universität Rostock und war 1963 als Austauschstudent in Kuba. Von 1964 bis 1974 arbeitete er bei Radio Berlin International (RBI). Er verweigerte sich den Zumutungen des Ministeriums für Staatssicherheit, das ihn mehrfach zur „Zusammenarbeit“ aufgefordert hatte, und gab lieber seine Stellung in der Redaktion des RBI auf. 1975 promovierte er an der Universität Rostock über Euclides da Cunha. Ein geistiger Vorkämpfer für die nationale Unabhängigkeit Brasiliens. Von 1975 bis 2003 war er Dozent für Brasilianistik, dann für Lusitanistik und Hispanistik am Institut für Romanistik der Humboldt-Universität zu Berlin. Lateinamerikanische Autoren, die ihn besuchten, schmuggelten die für seine Arbeit nötigen Bücher in die DDR. Infolge seiner Nicht-Zusammenarbeit mit der Staatsmacht wurde ein Ausreiseverbot gegen ihn verhängt. Nach dem Fall der Mauer konnte der Brasilianist 1991 erstmals nach Brasilien reisen.

## Schriften (in Auswahl)

### Zur Sprachwissenschaft
- Lehrbuch des brasilianischen Portugiesisch. Verlag Enzyklopädie, Leipzig 1986 (und zahlreiche Neuauflagen: 1989, 1993, 1996, zuletzt bei Langenscheidt, Leipzig 2005, ISBN 3-468-45001-X).

### Zur Literaturwissenschaft
- Der Bahia-Zyklus von Jorge Amado. In: Wissenschaftliche Zeitschrift der Universität Rostock (WZUR), Jg. 14 (1965), Heft 1/2, S. 49–80.
- Jorge Amado. Der Magier aus Bahia. Edition Text und Kritik, München 1992, ISBN 3-88377-410-3.

### Als Übersetzer
- Joaquim Maria Machado de Assis: Brás Cubas. Nachträge zu einem verfehlten Leben. Rütten und Loening, Berlin 1967; Neuausgabe: Suhrkamp, Frankfurt am Main 1979, ISBN 3-518-36994-6 (portugiesisch: Memórias Póstumas de Brás Cubas).
- Jorge Amado: Tote See. Verlag Volk und Welt, Berlin 1976; Neuausgabe: Piper, München/Zürich 1993, ISBN 3-492-10697-8 (portugiesisch: Mar morto).

### Als Herausgeber
- 38 brasilianische Erzähler. Verlag Volk und Welt, Berlin 1988, ISBN 3-353-00353-3.
- (mit Axel Schönberger) Studien zur brasilianischen und portugiesischen Literatur. Domus Editoria Europaea (DEE), Frankfurt am Main 2001, ISBN 3-927884-55-3.